# Il grande cuore di Clara
Il grande cuore di Clara è un film drammatico americano del 1988, basato sull'omonimo romanzo di Joseph Olshan, diretto da Robert Mulligan, scritto da Mark Medoff ed è anche il ruolo di debutto di Neil Patrick Harris.

## Trama
La famiglia Hart, formata dai genitori Leona e Bill e dal figlio David, soffre dalla perdita della piccola Edith. I genitori si recano in Giamaica dove incontrano Clara Mayfield, cameriera d'albergo afroamericana a cui offrono un lavoro come governante. Clara accetta e si trasferisce nella tenuta di famiglia sul lungolago di Baltimora. Bill e Leona, però, ad un certo punto prendono strade separate: Bill esce con una designer d'interni, mentre Leona si trasferisce in California per vivere con il dottor Peter Epstein, famoso autore di auto-aiuto. David, percependo che i genitori sono concentrati su se stessi invece che su di lui ne rimane sconvolto.
Si forma quindi un forte legame tra David e la governante Clara verso la quale David inizialmente era poco accogliente. Tuttavia, la situazione viene messa in discussione quando David legge le lettere private scritte a Clara dal figlio Ralphie. Clara alla fine spiega a David di aver rinnegato Ralphie per aver violentato prima una sconosciuta e poi la stessa Clara prima di togliersi la vita gettandosi da un dirupo. Clara poi lascia il lavoro senza salutare David che reagisce con rabbia. David fa una breve visita alla madre in California, prima di tornare a Baltimora per incontrare il padre e Clara che ora ha un nuovo lavoro. Si scusa con Clara per il suo comportamento immaturo, mostrando apprezzamento per averlo aiutato a superare il divorzio. Clara dice che sarà sempre nel suo cuore.

## Produzione
Il film ha segnato il ritorno alla regia del veterano dell'industria Robert Mulligan che non girava un film da sei anni dopo il fallimento critico e commerciale di "Kiss Me Goodbye". Il montatore cinematografico Sid Levin descrive Mulligan come "un po' distaccato" durante il loro primo incontro, ma si presentava come "un uomo premuroso, sensibile e rispettabile". Mulligan era teso durante il periodo delle riprese e si arrabbiò quando Levin espresse le sue preoccupazioni per le scene che coinvolgevano l'attore Spalding Gray. Mulligan è stato disposto a discutere idee alternative con Levin nella sala di montaggio solo dopo aver terminato le riprese principali. Alla fine hanno trovato un terreno comune su una delle scene cruciali verso la fine del film, ovvero quella in cui Clara confessa a David la verità su suo figlio. 
Quando Mulligan si rese conto che Whoopi Goldberg aveva improvvisato la sequenza in modo troppo negativo, Levin riuscì a modificarla in modo da renderla meno oscura.
Le riprese includevano diverse location nella Contea di Talbot, nel Maryland. La scena di apertura, un funerale, è stata girata nello storico cimitero di Oxford, nel Maryland. La villa di Bill (Michael Ontkean), Leona Hart (Kathleen Quinlan) e del figlio David (Neil Patrick Harris) si trova sulla Old Country Club Road, adiacente alla Maryland State Route 33 vicino a Easton, nel Maryland. Altre località includevano Saint Michaels, Maryland, Baltimora, Maryland, New York e Port Antonio, Giamaica.
Questa è stata la terza ed ultima produzione realizzata da MTM Enterprises.

## Ricezione
Il film ha avuto una fredda accoglienza da parte della critica. Roger Ebert, in una recensione da 1 stella e 1/2 per il "Chicago Sun Times", ha elogiato la performance di Whoopi Goldberg ma ha fatto una panoramica del film stesso, scrivendo: "Goldberg è magnifico. Il personaggio appartiene a un film diverso, persino a un universo diverso, da quello del resto del complotto ridicolo." Recenti elogi al film sono apparsi in un articolo online del professore di cinema Robert Keser che scrive: "Quasi due decenni dopo l'uscita di "Il grande cuore di Clara", il film sembra datato solo nelle sue virtù. Come cinema commerciale, rappresenta un classico controllo e modulazione della narrazione, tessendo pazientemente i suoi fili emotivi senza primi piani martellanti e poco assecondando il pittoresco decorativo. Allo stesso modo, il film sembra dolcemente inconsapevole della cultura del consumo che cerca di definirci attraverso l'acquisizione e il consumo: nessun marchio viene pubblicizzato, nessun i montaggi ricreativi dello shopping mostrano i prodotti per suggerirne il significato." 
Su "Rotten Tomatoes", "Il grande cuore di Clara" ha una valutazione del 50% su 16 recensioni. Su "Metacritic" ha un punteggio medio ponderato di 52 su 100, basato su 12 critici, indicando "Recensioni contrastanti o nella media".

## Distribuzione
La pellicola è stata distribuita negli Stati Uniti il 7 ottobre 1988 dalla Warner Bros., in Australia il 3 agosto 1989, e in Giappone il 6 luglio 1990, dove fu distribuito in VHS dalla Warner Home Video.

## Accoglienza
Il film nel primo week-end di apertura incassa 588869 $, guadagnando in tutto 5194491 $. Su IMDb ottiene un punteggio di 6.3/10, mentre su MYmovies 2/5.

## Riconoscimenti
- Golden Globe 1989[6]
  - Nomination Miglior attore non protagonista per Neil Patrick Harris
- Young Artist Awards 1989
  - Nomination Miglior giovane attore in un film drammatico per Neil Patrick Harris